# Химосово
Химо́сово (фин. Himmaisi) — деревня в Большеврудском сельском поселении Волосовского района Ленинградской области.

## История
Как деревня Глимасово она упоминается на карте Санкт-Петербургской губернии Я. Ф. Шмидта 1770 года.
Согласно карте Санкт-Петербургской губернии Ф. Ф. Шуберта 1834 года деревня называлась Химусова.

ХИМАСОВО — деревня принадлежит коллежской асессорше Байковой, число жителей по ревизии: 34 м. п., 31 ж. п. 

ХИМАСОВО — деревня принадлежит чиновнице 5-го класса Кривцовой, число жителей по ревизии: 13 м. п., 13 ж. п. (1838 год)

В пояснительном тексте к этнографической карте Санкт-Петербургской губернии П. И. Кёппена 1849 года она записана как деревня Himmais (Химасово) и указано количество населяющих её савакотов на 1848 год: 7 м. п., 12 ж. п., всего 19 человек.
На карте профессора С. С. Куторги 1852 года обозначена как деревня Химусова.

ХИМАСОВО  — деревня действительного статского советника Деппа, 27 вёрст по почтовой, а остальные по просёлочной дороге, число дворов — 9, число душ — 21 м. п. (1856 год)

ХИМОСОВО — деревня, число жителей по X-ой ревизии 1857 года: 20 м. п., 22 ж. п., всего 42 чел.

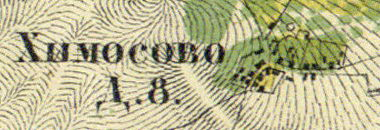
Деревня Химосово на карте 1860 года

Согласно карте Санкт-Петербургской губернии 1860 года деревня Химосово состояла из 8 дворов.

ХИМАЗИ (ХИМОСОВО) — деревня владельческая при колодце, по левую сторону 1-й Самерской дороги, от Ямбурга в 36 верстах, число дворов — 11, число жителей: 25 м. п., 27 ж. п. (1862 год)

ХИМОСОВО — деревня, по земской переписи 1882 года: семей — 7, в них 19 м. п., 18 ж. п., всего 37 чел.

ХИМОСОВО — деревня, число хозяйств по земской переписи 1899 года — 7, число жителей: 25 м. п., 22 ж. п., всего 47 чел.;
 разряд крестьян: бывшие владельческие; народность: русская — 6 чел., финская — 41 чел.

В конце XIX — начале XX века деревня административно относилась к Княжевской волости 1-го стана Ямбургского уезда Санкт-Петербургской губернии. Население деревни было однородным — финским.
С 1917 по 1923 год деревня Химосово входила в состав Горского сельсовета Княжевско-Ильешской волости Кингисеппского уезда.
С 1923 года в составе Врудской волости.
С 1924 года в составе Княжевского сельсовета.
Согласно данным переписи населения СССР 1926 года деревня называлась Химасово, проживал в ней 101 человек, населяли деревню русские, финны и цыгане.
С августа 1927 года в составе Молосковицкого района.
В 1928 году население деревни Химосово также составляло 101 человек.
Согласно топографической карте 1930 года деревня насчитывала 14 дворов.
С 1931 года в составе Волосовского района.
По данным 1933 года деревня Химосово входила в состав Княжевского сельсовета Волосовского района.

План деревни Химосово. 1938 год

Согласно топографической карте 1938 года деревня насчитывала 11 дворов.
C 1 августа 1941 года по 31 декабря 1943 года деревня находилась в оккупации.
С 1954 года в составе Врудского сельсовета.
С 1963 года в составе Кингисеппского района.
С 1965 года вновь в составе Волосовского района. В 1965 году население деревни Химосово составляло 6 человек.
По административным данным 1966, 1973 и 1990 годов деревня Химосово также входила в состав Врудского сельсовета с административным центром в посёлке Вруда.
В 1997 году в деревне Химосово не было постоянного населения, деревня относилась ко Врудской волости, в 2002 году — проживали 5 человек (все русские), в 2007 году — проживал 1 человек.

## География
Деревня расположена в центральной части района на автодороге 41К-045 (Большая Вруда — Овинцево).
Расстояние до административного центра поселения — 10 км.
Расстояние до ближайшей железнодорожной станции Вруда — 9 км.

## Демография
| 1862 | 2002 | 2007 | 2010 | 2017 |
| ---- | ---- | ---- | ---- | ---- |
| 52   | ↘5   | ↘1   | ↘0   | →0   |

Согласно данным Всероссийской переписи населения 2021 года в деревне постоянного населения не было.